# Галерас (Колумбия)
Галерас (исп. Galeras) — город и муниципалитет на севере Колумбии, на территории департамента Сукре. Входит в состав субрегиона Ла-Сабана.

## История
Поселение, из которого позднее вырос город, было основано в 1782 году. Муниципалитет Галерас был выделен в отдельную административную единицу в 1968 году.

## Географическое положение
Город расположен в центральной части департамента, в пределах Прикарибской низменности, на расстоянии приблизительно 38 километров к востоку-юго-востоку (ESE) от города Синселехо, административного центра департамента. Абсолютная высота — 92 метра над уровнем моря.
Муниципалитет Галерас граничит на севере и западе с территорией муниципалитета Синсе, на юго-западе — с муниципалитетом Эль-Робле, на юге — с муниципалитетом Сан-Бенито-Абад, на востоке — с территорией департамента Боливар. Площадь муниципалитета составляет 321 км².

## Население
По данным Национального административного департамента статистики Колумбии, совокупная численность населения города и муниципалитета в 2015 году составляла 20 188 человек.
Динамика численности населения муниципалитета по годам:
| 2005   | 2006   | 2007   | 2008   | 2009   | 2010   | 2011   | 2012   | 2013   | 2014   | 2015   |
| ------ | ------ | ------ | ------ | ------ | ------ | ------ | ------ | ------ | ------ | ------ |
| 17 297 | 17 524 | 17 795 | 18 075 | 18 347 | 18 641 | 18 944 | 19 243 | 19 556 | 19 866 | 20 188 |

Согласно данным переписи 2005 года мужчины составляли 51,2 % от населения Галераса, женщины — соответственно 48,8 %. В расовом отношении белые и метисы составляли 99,4 % от населения города; негры, мулаты и райсальцы — 0,6 %.
Уровень грамотности среди всего населения составлял 82,6 %.

## Экономика
41,6 % от общего числа городских и муниципальных предприятий промышленные предприятия, 41,1 % — составляют предприятия торговой сферы, 16,6 % — предприятия сферы обслуживания, 0,7 % — предприятия иных отраслей экономики.